# Rhacheosaurus gracilis
Rhacheosaurus gracilis è un rettile marino estinto, appartenente ai crocodilomorfi. Visse nel Giurassico superiore (Titoniano, circa 151 milioni di anni fa) e i suoi resti fossili sono stati ritrovati in Europa.

## Descrizione
Questo animale aveva un aspetto piuttosto diverso da quello degli attuali coccodrilli: come molte forme simili (ad esempio Geosaurus e Metriorhynchus), Rhacheosaurus doveva possedere un corpo slanciato e sprovvisto di corazza, con quattro arti trasformati in strutture simili a pagaie (il paio anteriore era più corto) e una lunga coda terminante in una struttura carnosa bilobata. Rhacheosaurus si distingueva dalle forme simili per il rostro appuntito e molto sottile.

## Classificazione
Rhacheosaurus appartiene ai metriorinchidi, un gruppo di crocodilomorfi marini dalle zampe trasformate in pagaie e dalla coda bilobata. In particolare, Rhacheosaurus fa parte di un clade di metriorinchidi noti come Rhacheosaurini, comprendenti anche Cricosaurus e Maledictosuchus, dalle forme particolarmente snelle.

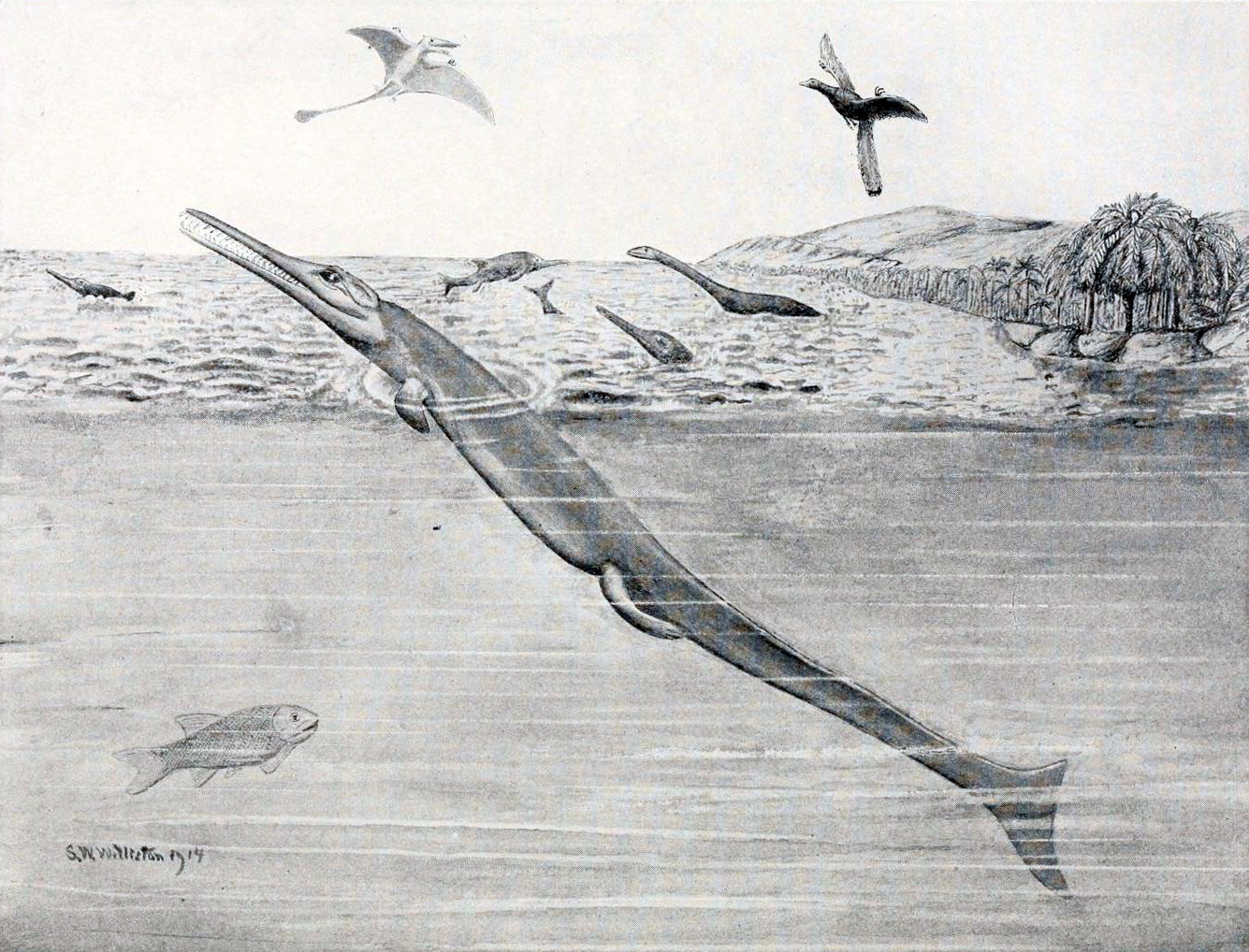
Antica ricostruzione di Rhacheosaurus gracilis

Rhacheosaurus gracilis fu descritto per la prima volta da Hermann von Meyer nel 1831, sulla base di resti fossili provenienti dalla Germania. Successivi studi inclusero il genere Rhacheosaurus nel più noto Geosaurus. Solo nel 2009, in uno studio riguardante alcune specie di crocodilomorfi marini dal muso lungo (precedentemente attribuite a Geosaurus, Enaliosuchus e Metriorhynchus) riclassificate nel genere Cricosaurus, venne riconsiderata la classificazione della specie Geosaurus gracilis, e si re-istituì il genere Rhacheosaurus.